# Oreophantes
Oreophantes recurvatus  es una especie de araña araneomorfa de la familia Linyphiidae. Es el único miembro del género monotípico Oreophantes.

## Distribución
Se encuentra en  Estados Unidos y Canadá.